# پرده

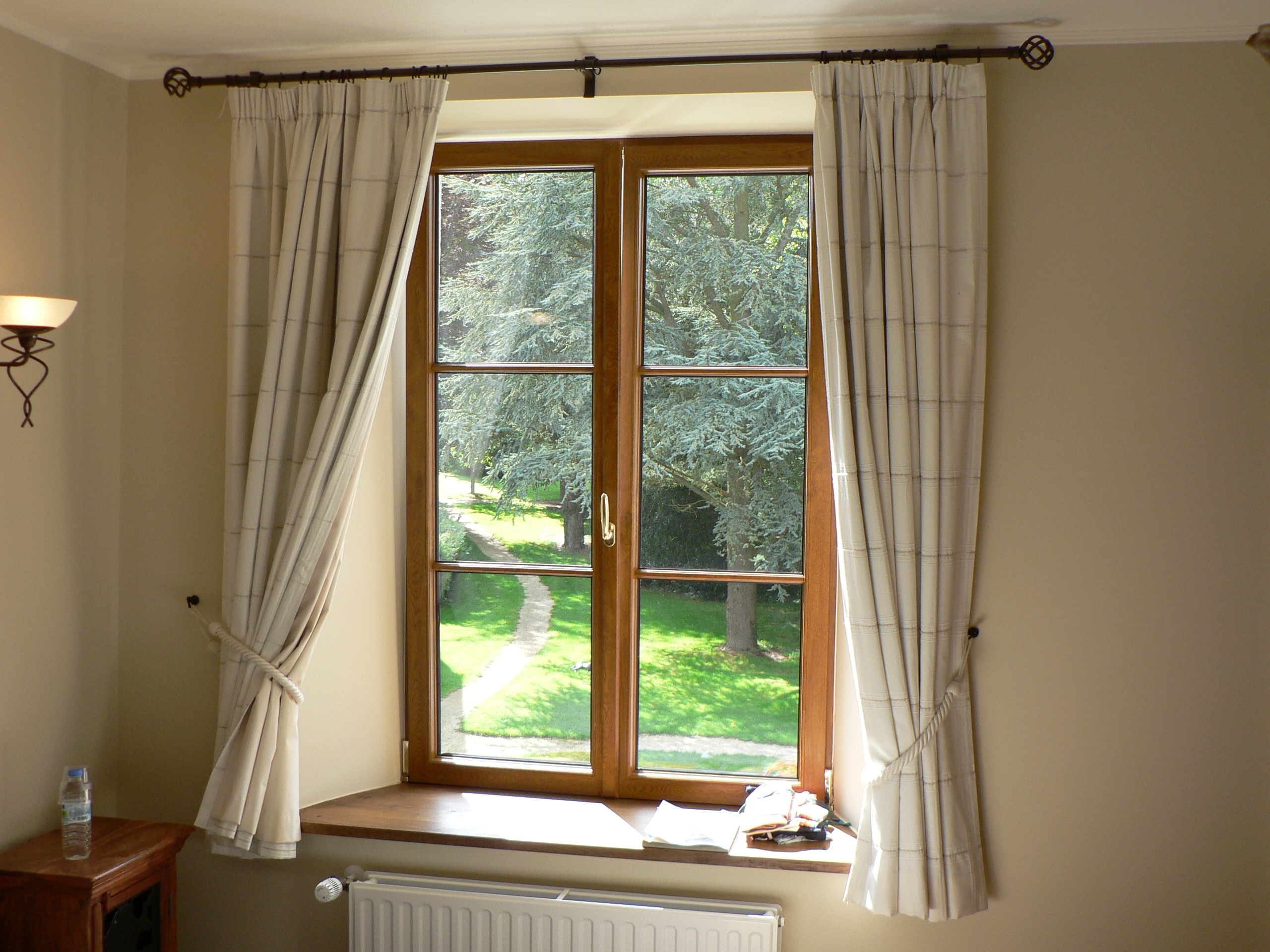
پردهٔ خانگی

پَردِه (به انگلیسی: Curtain) جسم، بافت یا وسیله‌ای است نرمش پذیر که به عنوان حایل و فاصلهٔ بین دو جسم قرار می‌گیرد. پرده گاهی می‌تواند قطعه‌ای پارچه باشد که برای جلوگیری از عبور نور یا باد یا کم‌نور کردن یک فضا استفاده شود. گاهی از جنس خود جسم می‌باشد مثل پرده گوش و… پرده‌های دوش برای جلوگیری از گذر آب ساخته می‌شوند. پرده‌ها بیشتر در درون ساختمان‌ها و جلوی پنجره‌ها آویزان می‌شوند.
یک گونه پرده مدرن وجود دارد که به آن پرده کرکره می‌گویند. به گونه‌ای از پردهٔ سوراخ‌سوراخ که از پشتِ آن بیرون را بتوان دید «پرده زنبوری» می‌گویند.

## تاریخچه

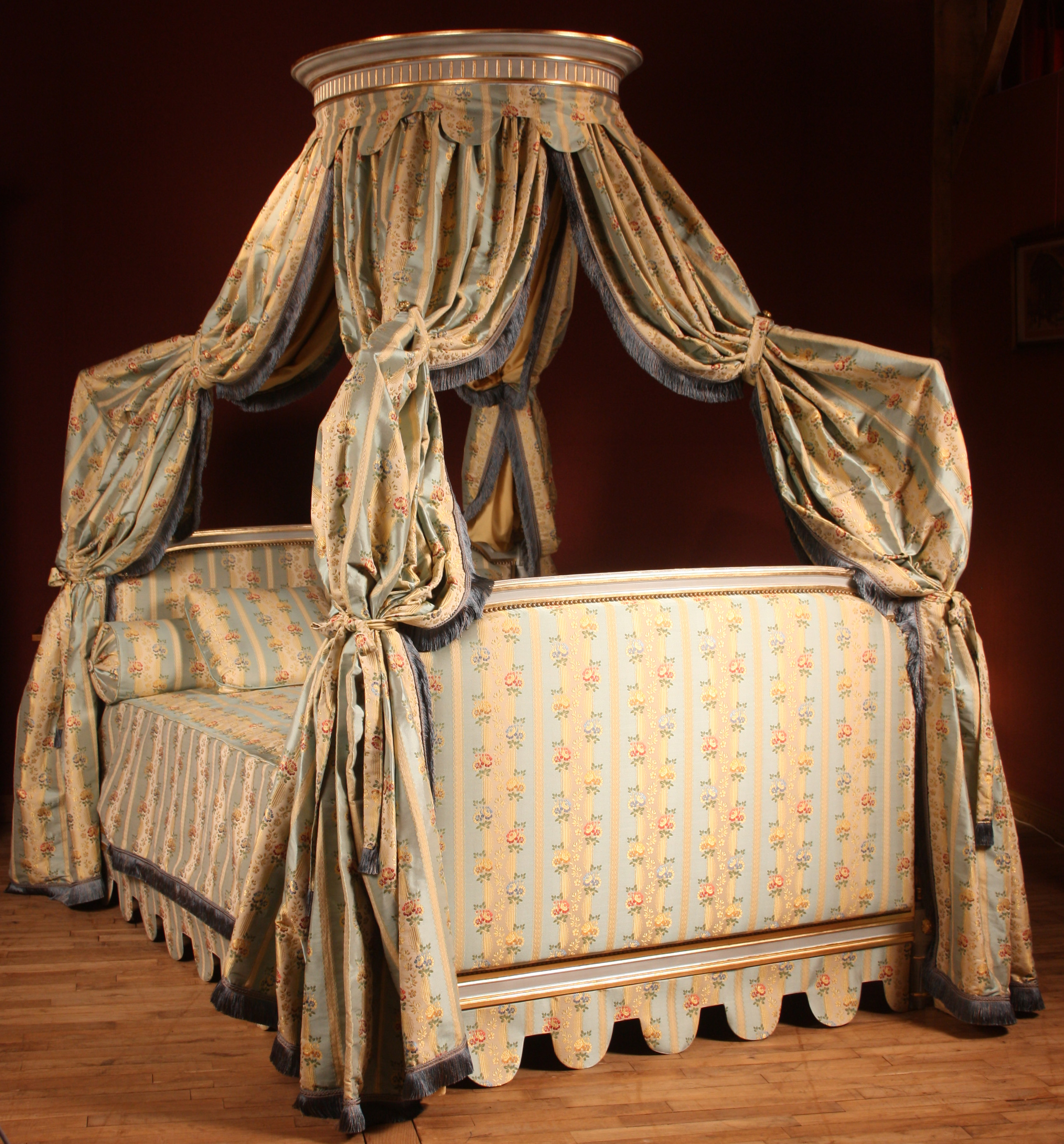
پرده تخت خواب

از شواهد کاوش در الینتوس یونان، پمپئی، شهر سوخته در ایتالیا و هرکولانیوم شهر باستانی در ایتالیا به نظر می‌رسد پرده ضخیم جهت تقسیم اتاق در عصر کلاسیک استفاده می‌شده‌است. موزائیکهای دوره اولیه مسیح (قرن دوم تا ششم میلادی) نشان می‌دهد پرده‌های معلق از میله‌های آهنی در کاخ‌ها و خانه‌ها آویزان شده‌است.
در نسخه‌های خطی قرون وسطی، پرده‌ها در داخل درب‌ها پیچ خورده یا پیچیده می‌شوند. تا پایان قرون وسطی، پنجره‌ها با استفاده از کرکره‌های چوبی یا پارچه ای سنگین پوشانده شدند. تخت‌ها در همه طرف پرده شده و با سایبان پوشانده شده‌اند. روزی که تخت‌ها به عنوان نیمکت‌ها و صندلی‌ها استفاده می‌شدند، پرده‌ها به شکل کیسه ای به صورت منظم حلقه زده و جمع می‌شدند.

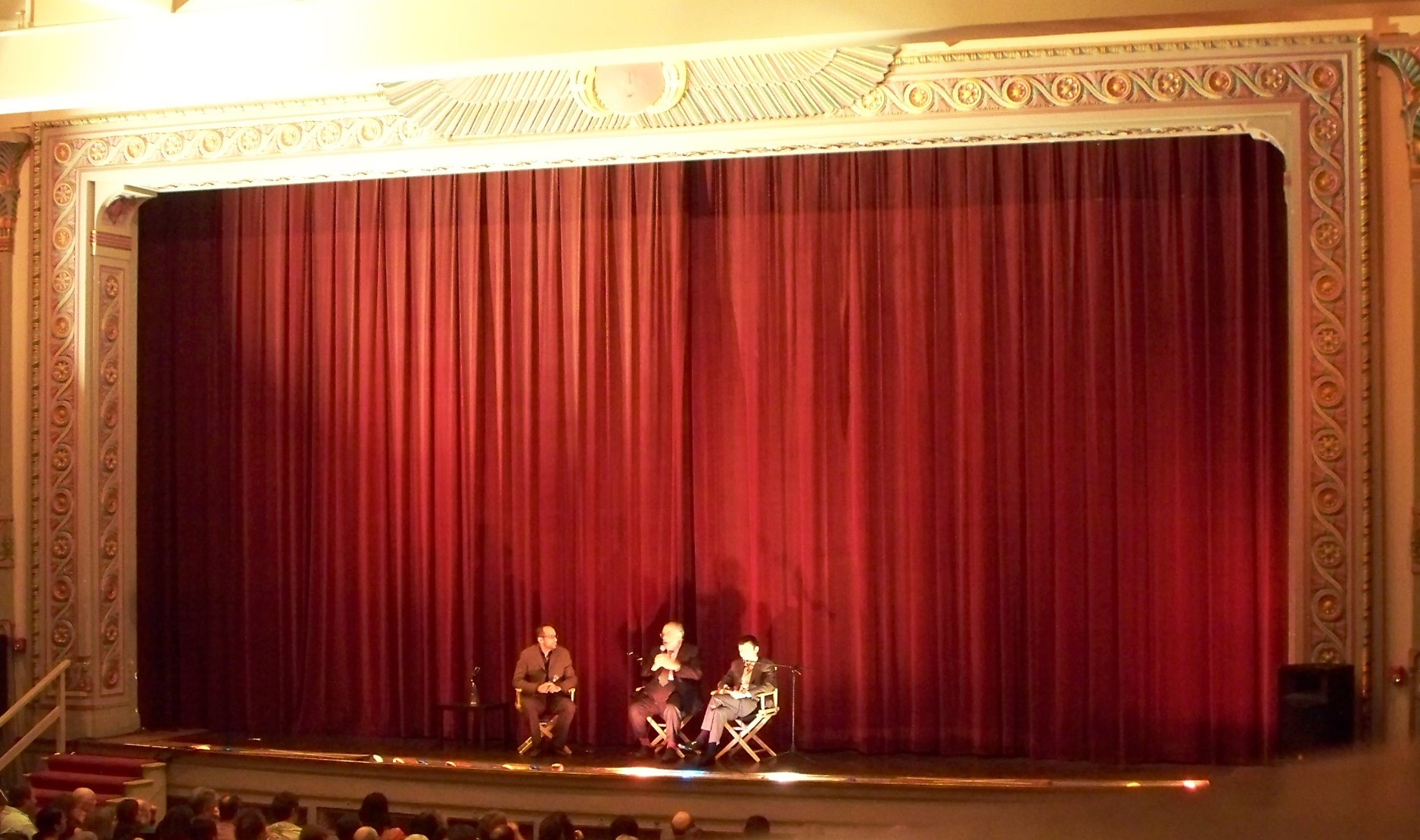
پرده استیج

نقاشی‌های هلندی قرن ۱۷ خانه‌های ساده ای را نشان می‌دهد که در آن پنجره‌ها با پرده‌های نیمه یا کامل پوشانده شده‌اند، و تخت‌ها با پارچه‌های ساده پوشیده شده‌اند، بعضی از آنها بدون شک دستباف و احتمالاً از جنس پشم است. در ایتالیا تخت‌ها با پرده‌هایی از مخملی گران‌قیمت دور تا دور ساخته شده بودند.
در فرانسه، در زمان سلطنت لوئی چهاردهم، بسیاری از مراسم‌های جامعه مدنی در اطراف اتاق خواب دولتی پادشاه انجام می‌شدند، جایی که مبلمان تختخواب شامل لایه‌های روی هم پرده‌ها به همراه والان روی آن بود. در طول حاکمیت لوئی پانزدهم پرده‌های تخت خواب و اتاق‌ها در انواع مختلفی و متنوعی نصب شده‌است.

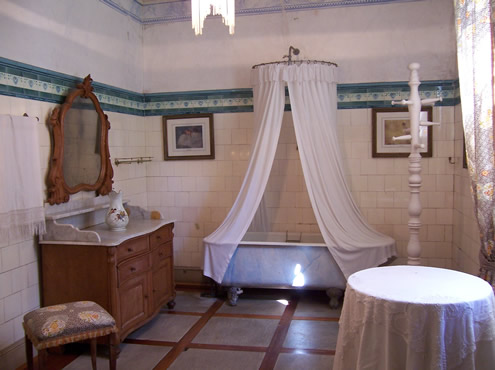
پرده وان حمام

در اوایل قرن نوزدهم سبکهای هنری نقاشی‌هایی از آثار باستانی، به ویژه یونان باستان و مصر باستان را به نمایش گذاشتند. که منجر به سبکهای جدید الهام گرفته از هند و شرق بود. به همین علت پرده‌ها از سقف تا کف زمین با والان نصب می‌شدند. در این دوره ابریشم ساده و ابریشمهای رنگی برای استفاده پرده ترجیح داده می‌شدند.
در عصر ویکتوریایی، استفاده از پرده در طراحی منازل به شدت رونق گرفت. درب و پنجره‌ها به وسیلهٔ پرده پوشانده می‌شدند. پرده نیز به وسایل اتاق‌های شلوغ شده از فرش و دکور و اثاثیه دیگر اضافه شدند.
با ورود به قرن بیستم، تغییرات عمده‌ای در طراحی و استفاده از پرده‌ها به وجود آمد. پیشرفت فناوری نساجی و تنوع گسترده در پارچه‌ها، امکان تولید پرده‌هایی با طرح‌ها و جنس‌های متنوع را فراهم کرد. در دهه‌های ۱۹۲۰ و ۱۹۳۰، پرده‌ها علاوه بر کاربردهای سنتی، به یکی از عناصر کلیدی در سبک‌های مدرن معماری و دکوراسیون داخلی تبدیل شدند.
پس از جنگ جهانی دوم، با رشد شهرنشینی و افزایش ساخت‌وساز آپارتمان‌ها، استفاده از پرده‌های سبک‌تر و عملی‌تر مانند پرده‌های کرکره‌ای و پرده‌های زبرا رونق گرفت. این نوع پرده‌ها علاوه بر تنظیم نور، فضای داخلی را نیز مدرن و مینیمال نشان می‌دادند.
در دهه‌های اخیر، توجه به مواد دوستدار محیط زیست و فناوری‌های هوشمند در تولید پرده‌ها افزایش یافته است. پرده‌های خودکار و برقی که با ریموت کنترل یا سیستم‌های هوشمند خانه هماهنگ می‌شوند، جایگاه ویژه‌ای در طراحی داخلی مدرن پیدا کرده‌اند. همچنین، استفاده از پارچه‌های ضد حساسیت و آنتی‌باکتریال به منظور ارتقاء کیفیت زندگی در محیط‌های مسکونی و تجاری رواج یافته است.

## نگارخانه

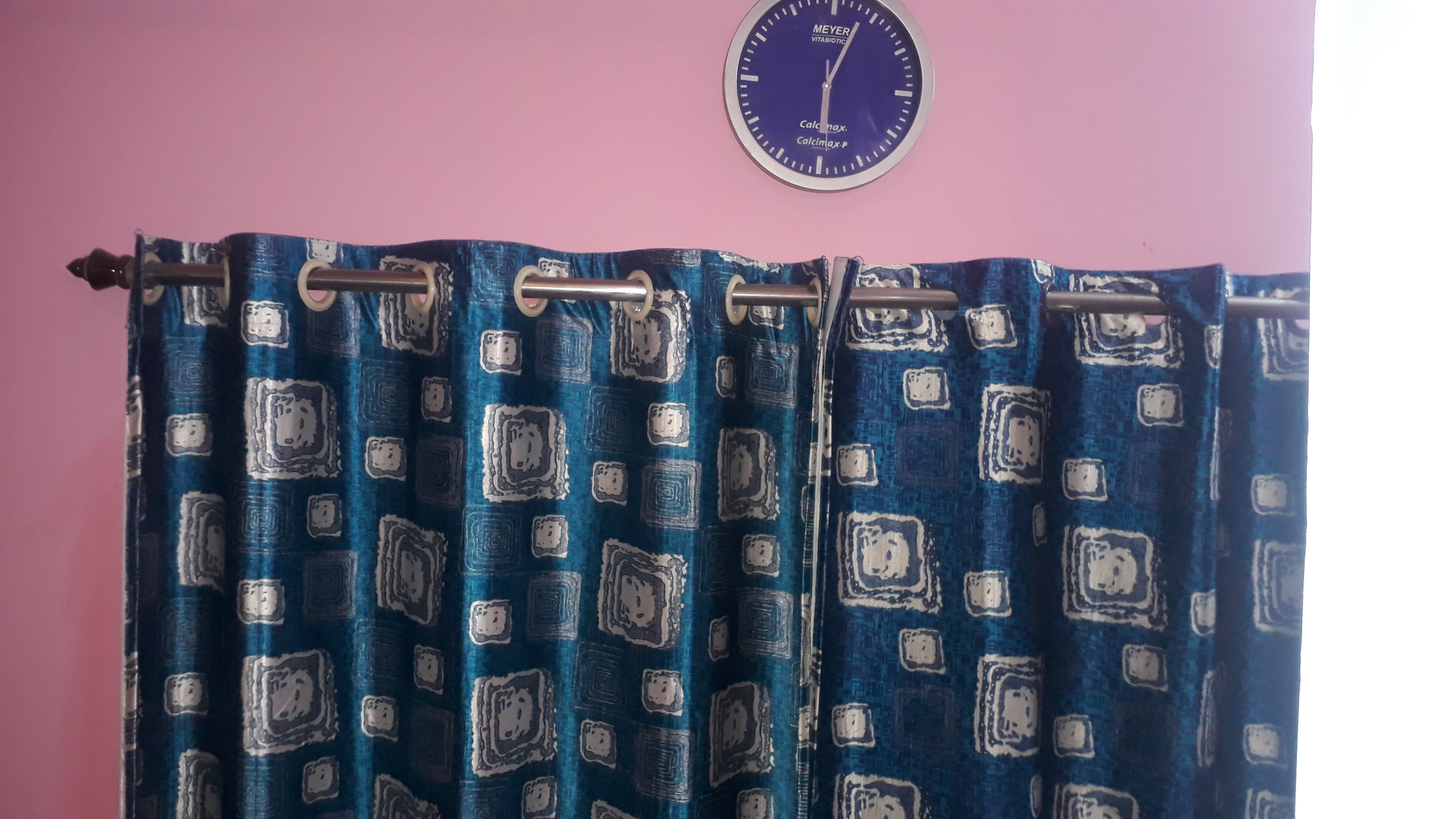
پرده پانچ یا پرده آماده
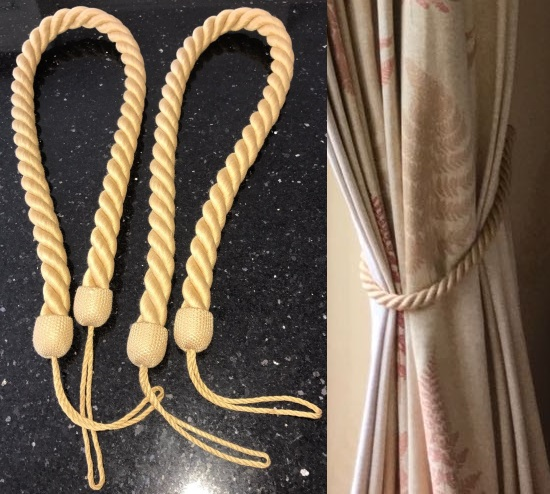
پرده گیر یا نگهدارنده پرده
چوب پرده
آویز یا منگوله پرده
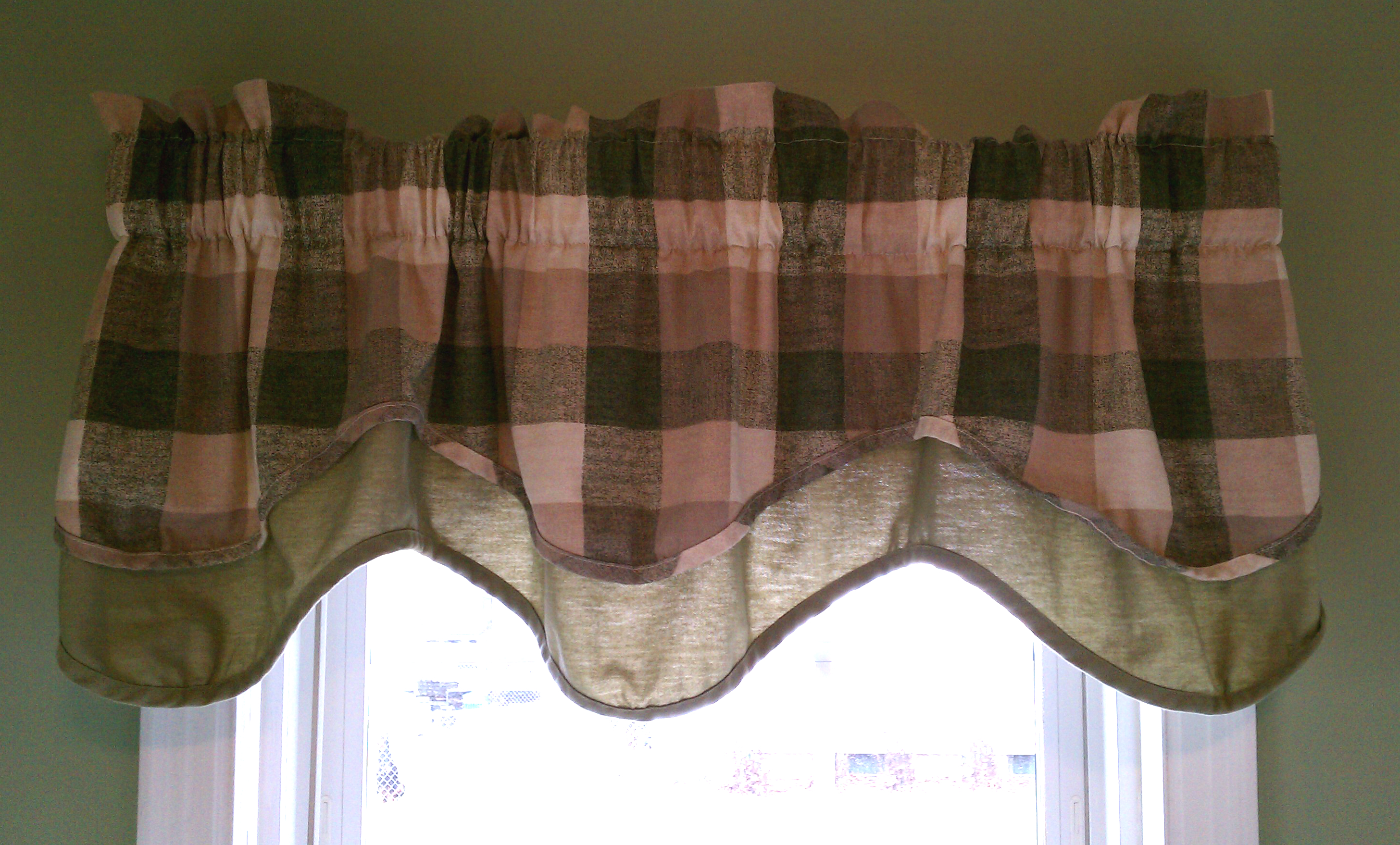
والان پرده